# Olching
Olching là một xã thuộc huyện Fürstenfeldbruck, bang Bayern, Đức. Xã Olching có diện tích 29,91 km², dân số thời điểm 31 tháng 12 năm 2006 là 24.474 người. Olching nằm khoảng 20 km về phía tây bắc của München.

## Địa lý

### Vị trí địa lý
Thành phố nằm khoảng chính giữa Dachau và Fürstenfeldbruck và trải rộng về cả hai phía của sông Amper, gồm cả kênh đào Amper (Mühlbach) và các khu vực rừng phù sa rộng lớn. Nó nằm ở phía tây của thủ phủ bang trên tuyến đường sắt München-Augsburg.

## Đô thị kết nghĩa
- Feurs
- Tuchola